# 伊達淳一
伊達 淳一（だて じゅんいち、1962年 - ）は、日本のカメラマン、フリーライター。デジタルカメラを中心とした撮影や、それを使用したレポートなどで連載も行っている。

## 概要・略歴
千葉大学工学部画像工学科卒業。『デジキャパ!』にて「Dな買い物」を連載中。過去に、『デジカメwatch』にて「伊達淳一のレンズが欲しいッ！」を連載。

## 著書
- 『デジタルカメラのすべて―普及モデル17機種、ハイエンド5機種を詳細レビュ』（エーアイムック、1996年）
- 『キヤノンEOS20D SUPER BOOK カメラムック』（学習研究社、2004年）
- 『はじめてのデジタル一眼レフ カラー版』（岩波アクティブ新書、2004年）
- 『デジタルカメラ野鳥撮影術 プロに学ぶ作例・機材・テクニック』（アスキー・メディアワークス 、2012年、共著）